# 渡辺妃生子
渡辺 妃生子（わたなべ きいこ）(現姓：加藤)は、日本の元卓球選手。現役時代は日本代表として世界卓球選手権で金メダル2個を含む多くのメダルを獲得し、日本卓球界の黄金期を代表する選手として活躍した。国際卓球連盟世界ランキングの最高位は3位。段級位は7段。

## 経歴
1953年度、全日本卓球選手権大会ではシングルス決勝で江口冨士枝を3－2で倒し、初優勝。
1954年度、ウェンブリー (イングランド) で行われた世界選手権では江口と出場した女子ダブルス準決勝でディアンヌ・ロー / ロザリンド・ロー組 (イングランド) に1-3で敗れ銅メダル。団体では金メダル獲得。世界ランキング7位。
1955年度、ユトレヒト (オランダ) で行われた第22回世界卓球選手権シングルスは準決勝でアンジェリカ・ロゼアヌ (ルーマニア)に0-3で敗れ銅メダル。江口と出場した女子ダブルス準決勝では前年と同じ組み合わせとなったD.ロー / R.ロー組 (イングランド) に0-3で敗れ銅メダル。団体は銀メダルを獲得。世界ランキングは4位で、同年の日本人1位。日本選手権シングルスでは決勝で田中良子を3-0で下し2度目の優勝。
1956年度、東京で行われた第23回世界卓球選手権ではシングルス準決勝でエラ・ゼラー (ルーマニア) を3-2で下すも決勝で大川とみに2-3で敗れ銀メダル。江口と出場した女子ダブルス準決勝ではアン・ヘイドン / D.ロー組 (イングランド) を3-2で破るも決勝ではロゼアヌ / ゼラー組 (ルーマニア) に敗れ銀メダル。団体は銅メダル。世界ランキング6位。全日本選手権シングルス決勝では江口に1-3で敗れ準優勝。同じ専修大学の設楽義子と出場した女子ダブルス決勝では楢原静世 / 土谷康子組 (帝人三原) を2-1で下し初優勝。
1957年度、ストックホルム (スウェーデン) で行われた第24回世界卓球選手権ではシングルス準々決勝でロゼアヌ (ルーマニア) を破るも、準決勝で江口に2-3で敗れ銅メダル。江口と出場した女子ダブルスでは準々決勝敗退。団体で金メダル獲得。世界ランキングは自己最高の3位。